# Connecticut State Police
Die Connecticut State Police (CSP) ist die Staatspolizeibehörde des US-Bundesstaats Connecticut. Ihre Aufgaben umfassen den Vollzug der Verkehrsgesetze des Bundesstaates Connecticut, die Tätigkeit als allgemeine Strafverfolgungsbehörde in Gebieten, in denen keine örtliche Polizeibehörde tätig ist, sowie den Schutz des Gouverneurs. Sie untersteht dem Connecticut Department of Emergency Services and Public Protection.

## Geschichte
Die Connecticut State Police wurde im Jahr 1903 gegründet, nachdem die von 1895 bis 1903 bestehende Law and Order League of Connecticut aufgelöst wurde. Sie gilt damit als eine der ältesten Staatspolizeibehörden der Vereinigten Staaten.
Von 1974 bis 1996 war die State Police Aufsichtsbehörde der nun eigenständigen Connecticut State Capitol Police, der Polizeibehörde, die für das Gelände des State Capitols zuständig ist.

## Organisation und Aufgaben
Die Connecticut State Police ist in 12 räumliche abgegrenzte Abschnitte (engl. Troops) unterteilt.
Tätig wird sie insbesondere als Verkehrspolizei auf den Fernstraßen des Bundesstaates sowie als Strafverfolgungsbehörde in Gebieten Connecticuts, in denen keine eigene Polizeibehörde tätig ist, da Sheriff Departments als Polizeibehörde eines Countys in Connecticut nicht vorhanden sind.